# Hibiscus grandistipulatus
Hibiscus grandistipulatus är en malvaväxtart som först beskrevs av Bénédict Pierre Georges Hochreutiner, och fick sitt nu gällande namn av Bénédict Pierre Georges Hochreutiner. Hibiscus grandistipulatus ingår i Hibiskussläktet som ingår i familjen malvaväxter. Inga underarter finns listade i Catalogue of Life.